# Bellator 227
Bellator 227 (conosciuto anche come Bellator Dublin/Bellator 227) è stato un evento di arti marziali miste tenuto dalla Bellator MMA il 27 settembre 2019 alla 3Arena di Dublino in Irlanda.

## Risultati
|                      | Divisione              |                      |                      |                      | Metodo                                      | Round                | Tempo                | Premio               |
| Bellator Dublin Card | Bellator Dublin Card   | Bellator Dublin Card | Bellator Dublin Card | Bellator Dublin Card | Bellator Dublin Card                        | Bellator Dublin Card | Bellator Dublin Card | Bellator Dublin Card |
| -------------------- | ---------------------- | -------------------- | -------------------- | -------------------- | ------------------------------------------- | -------------------- | -------------------- | -------------------- |
|                      | Pesi piuma             | James Gallagher      | batte                | Roman Salazar        | Sottomissione (guillotine choke)            | 1                    | 0:35                 |                      |
|                      | Pesi paglia femminili  | Danni Neilan         | batte                | Camila Rivarola      | Decisione unanime (29-28, 29-28, 30-27)     | 3                    | 5:00                 |                      |
|                      | Pesi welter            | Michael Page         | batte                | Richard Kiely        | KO (ginocchiata in salto)                   | 1                    | 2:42                 |                      |
|                      | Pesi leggeri           | Peter Queally        | batte                | Ryan Scope           | KO tecnico (pugni)                          | 2                    | 3:07                 |                      |
| Bellator 227 Card    |                        |                      |                      |                      |                                             |                      |                      |                      |
|                      | Pesi leggeri           | Benson Henderson     | batte                | Myles Jury           | Decisione unanime (30-27, 30-27, 30-27)     | 3                    | 5:00                 |                      |
|                      | Catchweight (160 lbs.) | Kiefer Crosbie       | batte                | Hugo Pereira         | Decisione unanime (29-28, 29-28, 30-27)     | 3                    | 5:00                 |                      |
|                      | Pesi medi              | Norbert Novenyi      | batte                | Will Fleury          | Decisione unanime (30-26, 30-26, 30-27)     | 3                    | 5:00                 |                      |
|                      | Pesi piuma femminili   | Leah McCourt         | batte                | Kerry Hughes         | Sottomissione tecnica (rear-naked choke)    | 1                    | 2:14                 |                      |
|                      | Pesi gallo             | Frans Mlambo         | batte                | Dominique Wooding    | Decisione unanime (30-27, 30-27, 30-28)     | 3                    | 5:00                 |                      |
| Card Preliminare     |                        |                      |                      |                      |                                             |                      |                      |                      |
|                      | Pesi piuma             | Richie Smullen       | batte                | Sean Tobin           | Sottomissione tecnica (rear-naked choke)    | 1                    | 2:43                 |                      |
|                      | Pesi leggeri           | Ryan Roddy           | batte                | Patrik Pietilla      | Decisione unanime (29-27, 29-27, 29-27)     | 3                    | 5:00                 |                      |
|                      | Pesi piuma             | Ilias Bulaid         | batte                | Vitalic Maiboroda    | KO (ginocchiata)                            | 1                    | 4:59                 |                      |
|                      | Pesi mediomassimi      | Karl Moore           | batte                | Lee Chadwick         | Decisione non unanime (30-27, 28-29, 29-28) | 3                    | 5:00                 |                      |
|                      | Pesi welter            | Philip Mulpeter      | batte                | Keith McCabe         | Decisione non unanime (27-30, 29-28, 29-28) | 3                    | 5:00                 |                      |
|                      | Pesi mosca             | Jacob Hadley         | batte                | Blaine O'Driscoll    | Sottomissione (rear-naked choke)            | 3                    | 3:14                 |                      |
|                      | Pesi piuma             | Dylan Logan          | batte                | Adam Gustab          | Sottomissione (triangle choke)              | 2                    | 2:14                 |                      |
|                      | Pesi welter            | Constantin Gnusariev | batte                | Ian Coughlan         | Decisione unanime (29-28, 29-28, 30-27)     | 3                    | 5:00                 |                      |
| Card Postliminare    |                        |                      |                      |                      |                                             |                      |                      |                      |
|                      | Pesi piuma             | Ciaran Clarke        | batte                | George Courtney      | Sottomissione (rear-naked choke)            | 3                    | 2:19                 |                      |